# Суп'ян Абдуллаєв
Суп'я́н Мінкаї́лович Абдулла́єв, також відомий як Абу́-Суп'я́н; (нар. 8 листопада 1956, Казахська РСР, СРСР  — 28 березня 2011, Сунженський район, Інгушетія, РФ ) — чеченський польовий командир, бригадний генерал Збройних сил ЧРІ.
Заступник командира «Ісламського батальйону» (1994—1996). У 2007—2011 роках 1-й наїб (заступник) аміра Імарату Кавказ Доку Умарова. Був призначений на цю посаду (вакантну після смерті Шаміля Басаєва) президентом Чеченської Республіки Ічкерія Доку Умаровим. 8-й віцепрезидент ЧРІ (2007, березень – жовтень), міністр фінансів ЧРІ.
Його вважали найвищою фігурою після Умарова в лавах Імарату Кавказ і можливим наступником. 
Абдуллаєв був командиром бригади «Джундуллах», пов'язаної з Веденським крилом чеченського руху опору, наближеним до Басаєва.

## Біографія
Народився 8 листопада 1956 року в Казахській РСР, за походженням чеченець. Був членом чеченського тейпу Цадахарой, коренями з села Хаттуні.
Після зняття обмеження на пересування депортованих повернувся з батьками до Чечні. Закінчив школу, потім педагогічне училище. Вступив до Чечено-Інгуського державного університету, після закінчення якого працював учителем фізкультури в школах Веденський району. Навчався у чеченських і дагестанських алімів, викладав іслам дітям у релігійних школах (медресе). Кандидат у майстри спорту з вільної боротьби.
Наприкінці 1980-х років був членом створеної в Радянському Союзі Партії ісламського відродження .
З 1991 року брав активну участь у політичних подіях у Чечні. До 1994 року керував ісламським центром «Ар-Рісаля» у Грозному.
26 листопада 1994 року у складі бойової групи взяв участь у нападі на озброєні підрозділи антидудаєвської опозиції у Грозному під час штурму міста .
Протягом 1994—1996 років брав активну участь у бойових діях проти російських військових підрозділів на посаді заступника командира «Ісламського батальйону». У серпні 1996 року брав участь у боях за Грозний. Командував окремими підрозділами штурмових груп у центрі столиці під час атак на будівлі ФСБ, «6 відділу», «Будинки Уряду», в районі стадіону «Динамо» та ін. ділянках.
Після Першої російсько-чеченської війни мав звання полковника та заступника Іслама Халімова, після призначення Халімова на посаду міністра внутрішніх справ у 1997 році. Абдуллаєв покинув міністерство після перестрілки в Гудермесі між салафітами та прихильниками тодішнього президента Аслана Масхадова 15 липня 1998 року. Згодом Абдуллаєв відійшов від політики і став відомим як «другий стрінгер».
Під час Другої російсько-чеченської війни увійшов до лав опору на самому початку, починаючи як лідер джамаату, а згодом ставши командувачем фронтом і членом уряду Масхадова, досягнувши звання бригадного генерала. 
З 1 вересня 1999 року бере активну участь у бойових діях спочатку на посаді заступника командира «Ісламської бригади "Джундуллах"» («Військо Аллаха»), потім на посаді командира (з осені 2001 року, після смерті Адама Умалатова ). 
Незважаючи на те, що був джамаатником, залишався вірним Аслану Масхадову до смерті останнього. Суп'ян Абдуллаєв став одним із найвищих польових командирів Кавказький емірату та головним ідеологом усього руху. Його назвали заступником еміра Доки Умарова.
Улітку 2002 року розпорядженням Аслана Масхадова Абдуллаєва введено до складу Вищої військової ради Об'єднаних сил моджахедів Кавказу та його військового комітету, а також очолив його фінансовий комітет .
Із осені 2003 року очолював Шалінський напрямок Східного фронту Збройних сил ЧРІ .
У липні 2004 року указом президента ЧРІ Аслана Масхадова отримав портфель міністра фінансів у реформованому уряді .
Указом президента Доку Умарова з 3 березня 2007 року Абдуллаєва призначено віцепрезидентом ЧРІ  .
Із 2007 року — перший наїб (заступник) Аміра Імарату Кавказ Доку Умарова, перший у цьому титулі . «Мій радник і старий ветеран муджахідів», характеризував його в 2010 році Доку Умаров .
Коли в червні 2009 року з'явилася інформація про ймовірну загибель Доку Умарова, яка згодом не підтвердилася, Ахмед Закаєв висловив думку, що його наступником швидше за все стане його найближчий сподвижник Суп'ян Абдуллаєв .
У 2009 році депортований з Єгипту до РФ його 22-річний син Масуд. Мати, що проживає в Баку, у зв'язку з цим, як стверджують, заявила, що Суп'ян Абдуллаєв ні під якими погрозами не піддасться на шантаж: це людина, яка усвідомлено вибрала свій шлях і не зійде з нього .
До 2011 року навчав молодих моджахедів на навчальних базах у гірничо-лісистих районах, серед його вихованців, зокрема — виконавці вибуху в будівлі аеропорту «Домодєдово» 24 січня 2011 року .

### Смерть
29 березня 2011 року з'явилася інформація, що він загинув від цілеспрямованого російського авіаудару по табору повстанців в Інгушетії (важкодоступна гірсько-лісиста місцевість за 15 км на південний захід від села Верхній Алкун). Пізніше факт загибелі Абдуллаєва був підтверджений також і представниками Імарату Кавказ .